# ماري آن كروفورد
ماري آن كروفورد (بالإنجليزية: Mary Ann Crawford) هي مهندسة معمارية أمريكية، ولدت في 1901، وتوفيت في 19 ديسمبر 1988.